# Sorghum arundinaceum
El sorgo   (Sorghum arundinaceum) es una especie de planta herbácea de la familia de las gramíneas Poaceae, cuyas semillas se utilizan para hacer harina y como forraje. 

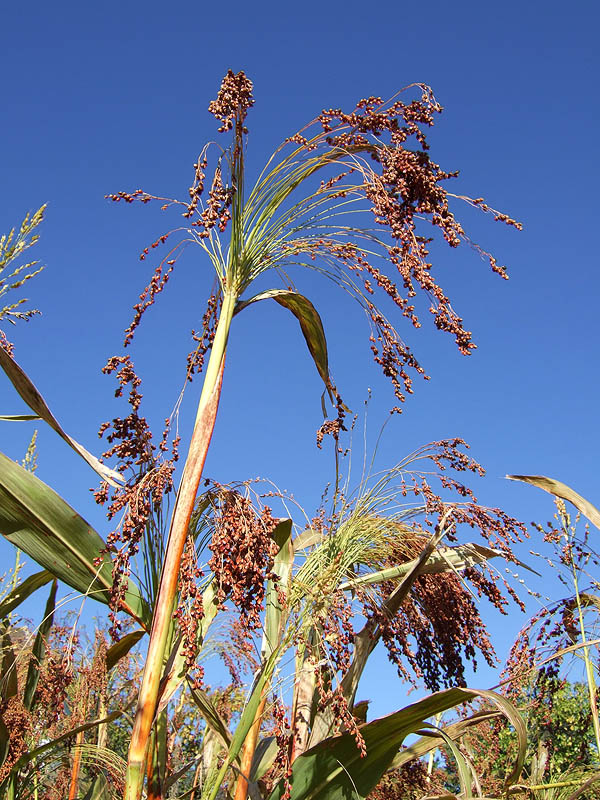
Sorgo

## Distribución
Es nativa de Egipto, Chad, Etiopía, Somalia, Sudán, Kenia, Tanzania, Uganda, Camerún, República Centroafricana, Guinea Ecuatorial, Gabón, Zaire, Benín, Burkina Faso, Costa de Marfil, Gambia, Ghana, Guinea, Liberia, Malí, Mauritania, Níger, Nigeria, Senegal, Sierra Leona, Angola, Malaui, Mozambique, Zambia, Zimbabue, Botsuana, Namibia, Sudáfrica, Suazilandia

## Descripción
Tanto puede ser anual como perenne, de macollos extravaginales. Sus culmos crecen de 3 a 40 dm de altura, con 2-15 mm de diámetro, glabros, hojas caulinares, sin aurículas, de 1-8 dm de largo x 5-80 mm de ancho, márgenes escabrosos, ápices agudos. Inflorescencia panícula con ramas en racimo

## Usos
Las especies de Sorghum son cultivos alimenticios importantes en África, América Central, y Asia Meridional y es la quinta cosecha de cereal en el mundo. El productor más grande es Estados Unidos.  

## Taxonomía
Sorghum arundinaceum fue descrita por (Desv.) Stapf y publicado en Flora of Tropical Africa 9: 114. 1917.
Etimología
Sorghum: nombre genérico que es tomado  del latín moderno sorghum, que muy probablemente proviene del latín vulgar syricum; es decir,  proveniente de Siria. Región donde los romanos probablemente conocieron esta gramínea. El nombre genérico Sorghum impuesto por Moench ha sido conservado oficialmente desde 1794, de manera que Sorgum L. no es válido.
arundinaceum: epíteto que significa "como Arundinaceae" 
Sinonimia
- Andropogon arundinaceus Willd. 1806
- Andropogon sorghum var. aethiopicus Hack.
- Andropogon sorghum var. effusus  Hack.
- Andropogon sorghum var. virgatus Hack.
- Andropogon sorghum subsp. vogelianus  Piper
- Andropogon stapfii Hook.f.
- Andropogon verticilliflorus Steud.
- Holcus exiguus Forssk.
- Holcus sorghum var. effusus Hitchc.
- Holcus sorghum var. verticilliflorus  (Steud.) Hitchc.
- Rhaphis arundinacea Desv. (basónimo)
- Sorghum aethiopicum]'  (Hack.) Rupr. ex Stapf
- Sorghum bicolor subsp. arundinaceum (Desv.) de Wet & J. R. Harlan ex Davidse
- Sorghum bicolor subsp. verticilliflorum (Steud.) de Wet ex Wiersema & J. Dahlb.
- Sorghum bicolor var. virgatum (Hack.) de Wet & Huckabay
- Sorghum brevicarinatum  Snowden
- Sorghum lanceolatum  Stapf
- Sorghum macrochaeta Snowden
- Sorghum pugionifolium  Snowden
- Sorghum stapfii  (Hook. f.) C. E. C. Fisch.
- Sorghum usambarense  Snowden
- Sorghum verticilliflorum  (Steud.) Stapf
- Sorghum virgatum  (Hack.) Stapf
- Sorghum vogelianum  (Piper) Stapf

## Nombres comunes
- Falso johnson  (Venezuela), pasto silvestre, sorgo silvestre.